# Akan-dake
Der Akan-dake (japanisch 阿寒岳) ist ein aktiver Vulkan auf der Insel  Hokkaidō im nördlichen Japan. Er gehört zur vulkanischen Akan-Gruppe und ist Teil des Akan-Mashū-Nationalparks, der für seine malerischen Seen, heißen Quellen und reiche Tierwelt bekannt ist. Der Vulkan erhebt sich auf einer Höhe von 1.503 Metern und ist eine der wichtigsten natürlichen Attraktionen der Insel Hokkaidō.

## Geologische Eigenschaften
Der Vulkan Akan besteht aus einer Reihe von Kegeln, Kratern und Calderas, die im Laufe der geologischen Geschichte durch mehrere Vulkanausbrüche entstanden sind. Die am markantesten sichtbare Struktur des Akan ist die Akan-Caldera, die durch den Einsturz einer vulkanischen Kammer nach einer großen Eruption vor etwa 31.000 Jahren entstanden ist. Innerhalb dieser Caldera befinden sich weitere vulkanische Formationen, darunter der Mount Oakan und der Mount Meakan, die beide aktive Vulkane sind.
- Meakan-dake (雄阿寒岳): Dies ist der aktivste Teil der Akan-Gruppe. Meakan hat eine Höhe von 1.499 Metern und ist in jüngster Zeit für seine häufigen, aber moderaten Eruptionen bekannt.
- Oakan-dake (雌阿寒岳): Dieser erloschene Vulkan hat eine Höhe von 1.370 Metern und ist weniger aktiv als Meakan, aber dennoch eine bedeutende geologische Formation.

Die vulkanische Aktivität des Akan ist von explosiven Eruptionen geprägt, die Asche, Lava und vulkanische Gase freisetzen. Heißwasserquellen und Fumarolen befinden sich an den Hängen des Vulkans, und in der Region werden häufig vulkanische Erdbeben registriert.

## Eruptionen
Der Akan war in der Vergangenheit mehrfach Schauplatz von Eruptionen. Die Aktivität reicht bis in die Antike zurück, wobei die jüngsten Ausbrüche im 20. Jahrhundert verzeichnet wurden. Die bedeutendsten Ereignisse der jüngeren Geschichte sind:
- 1955: Ein moderater Ausbruch am Mount Meakan.
- 2006: Ein kleiner Ausbruch, der heiße Gase und Asche freisetzte, führte zu lokalen Evakuierungen.
- 2013: Ein weiteres eruptives Ereignis am Mount Meakan, das jedoch keine größeren Schäden verursachte.

Der Akan bleibt auch heute noch ein aktiver Vulkan, der regelmäßig überwacht wird. Wissenschaftler beobachten die geothermische Aktivität und die vulkanischen Bewegungen, um mögliche zukünftige Ausbrüche vorherzusagen.

## Geografische Lage
Der Vulkan Akan befindet sich im Akan-Mashū-Nationalpark, einer der berühmtesten Nationalparks Japans, der sich durch seine natürliche Schönheit und geothermischen Phänomene auszeichnet. Der Nationalpark ist auch Heimat des Akan-Sees (阿寒湖, Akan-ko), eines wunderschönen Kratersees, der für seine kristallklaren Gewässer bekannt ist. Der See ist auch berühmt für die als Marimo bezeichneten Algenbälle, die zu den seltensten Wasserpflanzen der Welt gehören.
In der Nähe des Vulkans befinden sich mehrere heiße Quellen (Onsen), die Besucher anziehen und für therapeutische Zwecke genutzt werden. Zu den beliebtesten heißen Quellen in der Umgebung gehören die Akan Onsen und die Kawayu Onsen, die beide in der Region Hokkaidō sehr bekannt sind.

## Flora und Fauna
Die Umgebung des Akan-Vulkans zeichnet sich durch eine reiche und vielfältige Flora und Fauna aus. Der Akan-Mashu-Nationalpark ist bekannt für seine alten Wälder aus Eichen, Birken und Kiefern sowie für zahlreiche Arten von Wildtieren. Zu den im Park heimischen Tieren gehören der Japanische Braunbär, Füchse, Hirsche und zahlreiche Vogelarten. Der Akan-See beherbergt neben den Marimo genannten Algenbällen auch verschiedene Fischarten.

## Tourismus und Freizeitmöglichkeiten
Der Vulkan Akan und seine Umgebung sind ein beliebtes Ziel für Naturliebhaber, Wanderer und Outdoor-Enthusiasten. Mehrere Wanderwege führen zu den Gipfeln von Mount Meakan und Mount Oakan, von denen aus Wanderer atemberaubende Ausblicke auf die umliegenden Krater und den Akan-See genießen können. Die Wanderungen reichen in ihrer Schwierigkeit von leicht bis anspruchsvoll, wobei einige Routen an heißen Quellen und vulkanischen Landschaften vorbeiführen.
Zu den weiteren Freizeitmöglichkeiten in der Region gehören Bootstouren auf dem Akan-See, Vogelbeobachtung und der Besuch der Marimo-Ausstellungen, die sich auf den einzigartigen Wasserpflanzen des Sees konzentrieren. Im Winter ist die Region auch ein beliebtes Ziel für Wintersportarten wie Skifahren und Schneeschuhwandern.

## Kulturelle Bedeutung
Der Akan-Vulkan und seine Umgebung haben auch eine kulturelle Bedeutung, insbesondere für das Volk der Ainu, die indigene Bevölkerung Hokkaidōs. Der Vulkan wird von den Ainu als heiliger Ort verehrt, und viele ihrer Mythen und Legenden sind mit den geologischen und natürlichen Besonderheiten der Region verbunden. Der Akan-See und der Vulkan werden auch in der japanischen Literatur und Kunst als Symbole der Schönheit und der Macht der Natur dargestellt.